# Philhygra hygrotopora
Philhygra hygrotopora är en skalbaggsart som först beskrevs av Ernst Gustav Kraatz 1856.  Philhygra hygrotopora ingår i släktet Philhygra, och familjen kortvingar. Arten är reproducerande i Sverige.